# سکاکه
شهر سِکاکه (به عربی: سکاکة) در استان الجوف در کشور عربستان واقع شده‌است. جمعیت این شهر ۱۲۲٫۶۸۶ نفر است.

## نگارخانه

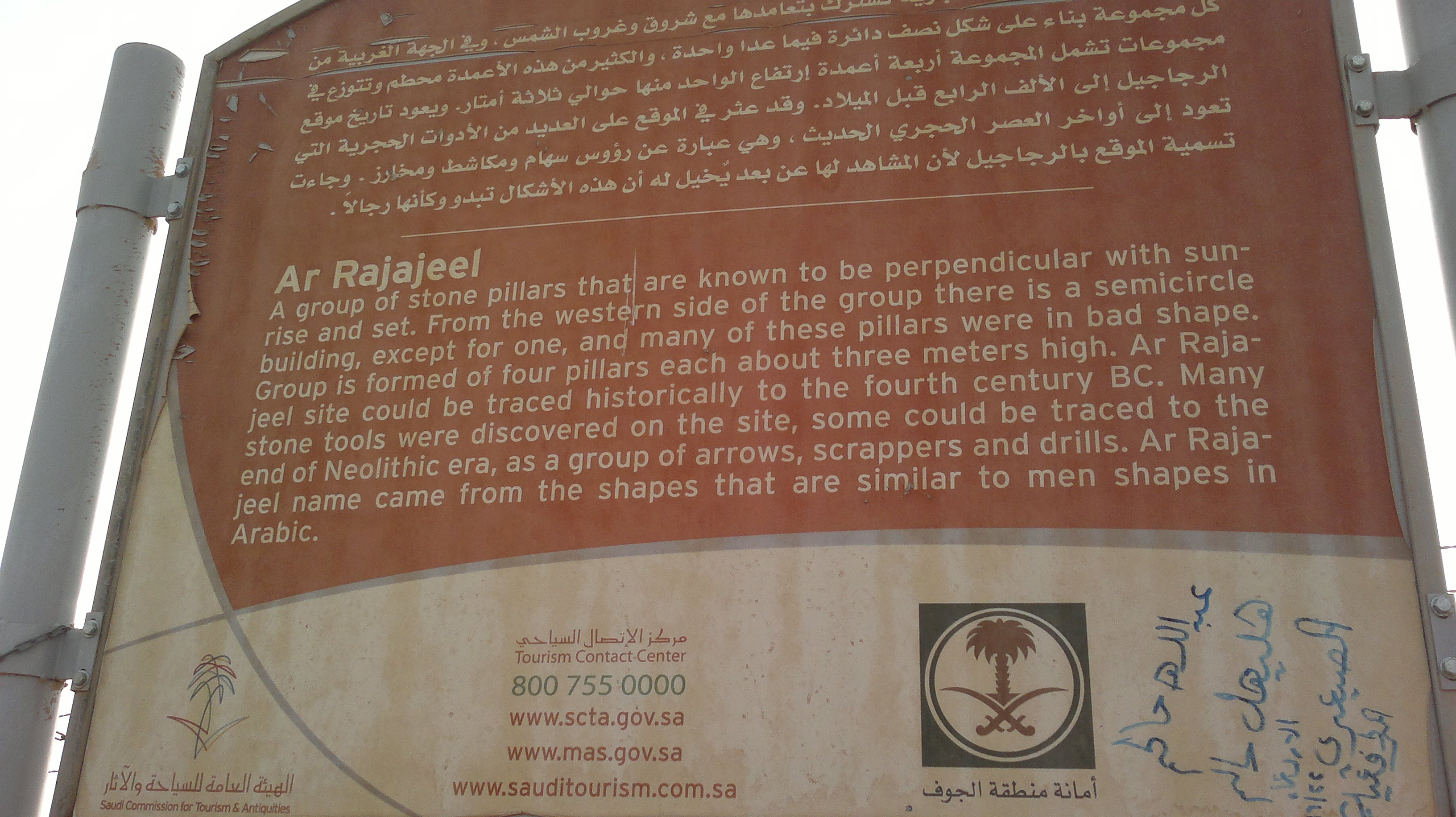
Rajajil standing stones sign Board
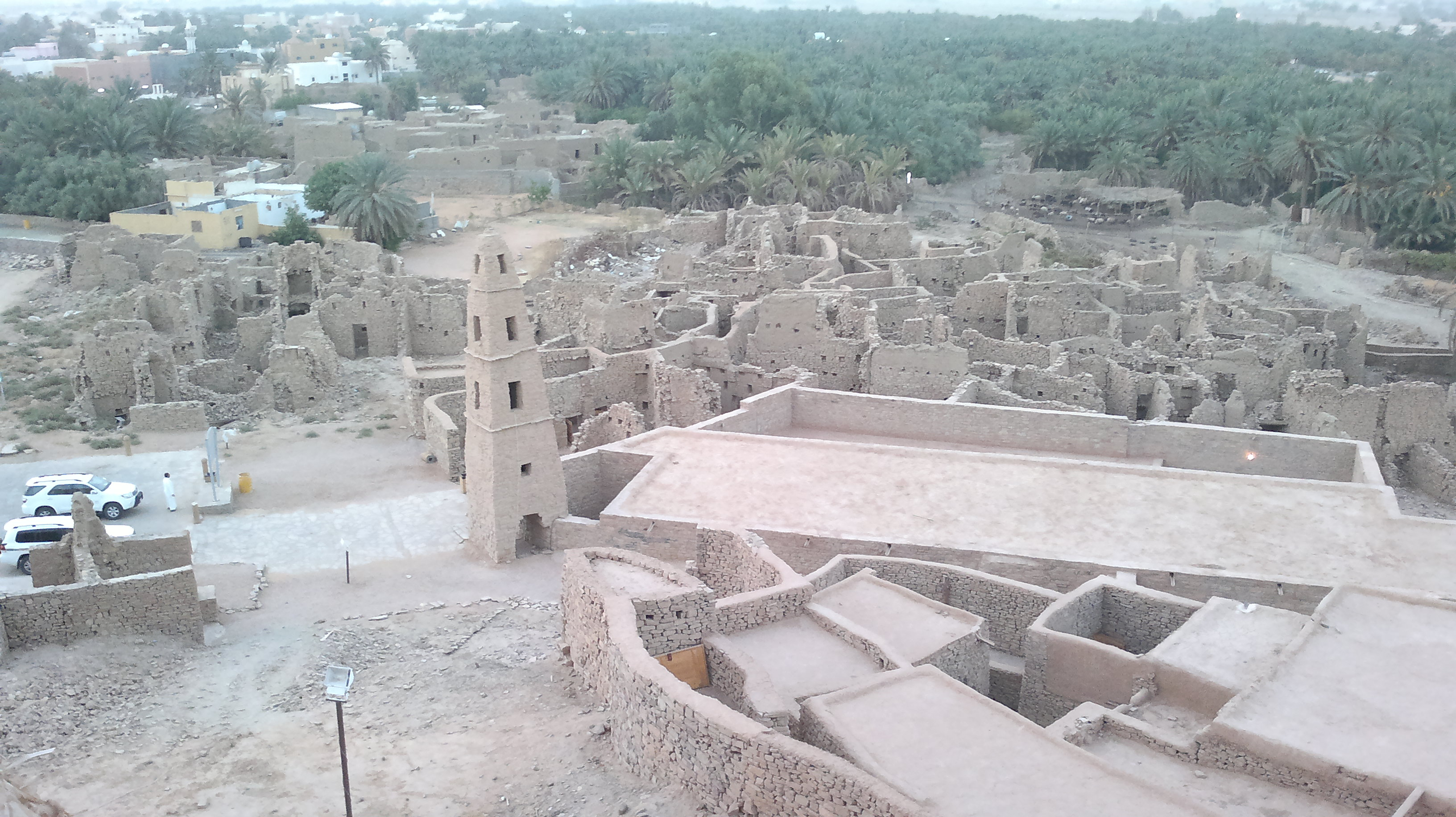
Omar Mosque in Dumat Al-Jandal
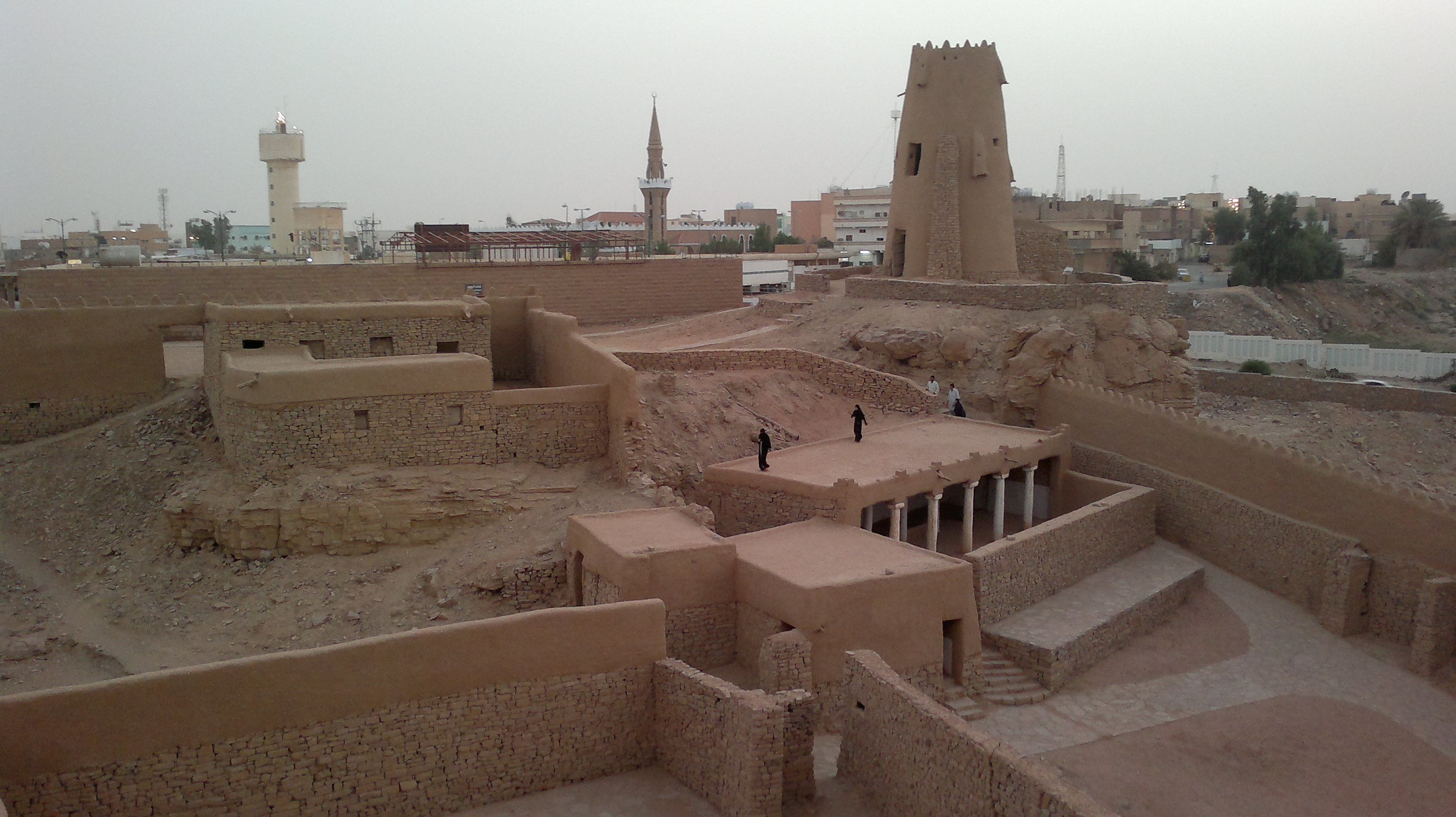
Mard Castle